# Nina z Gwieździstego Królestwa
Nina z Gwieździstego Królestwa (jap. 星降る王国のニナ Hoshifuru ōkoku no Nina) – manga autorstwa Rikachi, publikowana w czasopiśmie „Be Love” wydawnictwa Kōdansha od października 2019. Na jej podstawie studio Signal.MD wyprodukowało serial anime, który emitowano od października do grudnia 2024.

## Fabuła
Nina jest sierotą mieszkającą w fantastycznej krainie Fortuna. Pewnego dnia zostaje odkryta przez księcia Azure’a, gdyż jej niezwykłe niebieskie oczy do złudzenia przypominają te należące do zmarłej księżniczki Alishy, która miała poślubić władcę sąsiedniego kraju. W związku z tym książę Azure obmyśla plan, by Nina zajęła miejsce księżniczki Alishy, jednak z czasem oboje zaczynają się do siebie zbliżać.

## Bohaterowie
- Nina (jap. ニナ)

Seiyū: Minami Tanaka 
- Azure (jap. アズール Azūru)

Seiyū: Yūichirō Umehara 
- Sett (jap. セト Seto)

Seiyū: Kōki Uchiyama 
- Muhulum (jap. ムフルム Mufurumu)

Seiyū: Nao Tōyama 
- Dytus (jap. ダイタス Daitasu)

Seiyū: Tatsuya Tomizawa 
- Yor (jap. ヨル Yoru)

Seiyū: Seiichirō Yamashita 
- Bidoh (jap. ビドー Bidō)

Seiyū: Kaito Ishikawa 
- Toat (jap. トート Tōto)

Seiyū: Shun Horie 
- Hikami (jap. ヒカミ)

Seiyū: Mitsuki Saiga 
- Anne (jap. アン An)

Seiyū: Masumi Tazawa 

## Manga
Pierwszy rozdział mangi został opublikowany 1 października 2019 w magazynie „Be Love”. Następnie wydawnictwo Kōdansha rozpoczęło zbieranie rozdziałów do wydań w formacie tankōbon, których pierwszy tom ukazał się 13 marca 2020. Według stanu na 11 kwietnia 2025, do tej pory wydano 16 tomów.
W Polsce licencję na wydawanie serii nabyło Waneko.
| Nr | Język japoński       | Język japoński         | Język polski  | Język polski           |
| Nr | Data wydania         | ISBN                   | Data wydania  | ISBN                   |
| -- | -------------------- | ---------------------- | ------------- | ---------------------- |
| 1  | 13 marca 2020        | ISBN 978-4-06-518717-3 | 27 marca 2025 | ISBN 978-83-8389-046-3 |
| 2  | 13 lipca 2020        | ISBN 978-4-06-520217-3 | 26 maja 2025  | ISBN 978-83-8389-047-0 |
| 3  | 13 października 2020 | ISBN 978-4-06-520983-7 | 25 lipca 2025 | ISBN 978-83-8389-048-7 |
| 4  | 12 lutego 2021       | ISBN 978-4-06-522365-9 | —             |                        |
| 5  | 11 czerwca 2021      | ISBN 978-4-06-523658-1 | —             |                        |
| 6  | 13 października 2021 | ISBN 978-4-06-525681-7 | —             |                        |
| 7  | 10 lutego 2022       | ISBN 978-4-06-526769-1 | —             |                        |
| 8  | 13 lipca 2022        | ISBN 978-4-06-528572-5 | —             |                        |
| 9  | 11 listopada 2022    | ISBN 978-4-06-529878-7 | —             |                        |
| 10 | 13 marca 2023        | ISBN 978-4-06-531144-8 | —             |                        |
| 11 | 10 sierpnia 2023     | ISBN 978-4-06-532772-2 | —             |                        |
| 12 | 13 grudnia 2023      | ISBN 978-4-06-534052-3 | —             |                        |
| 13 | 12 kwietnia 2024     | ISBN 978-4-06-535302-8 | —             |                        |
| 14 | 12 września 2024     | ISBN 978-4-06-536824-4 | —             |                        |
| 15 | 13 listopada 2024    | ISBN 978-4-06-537571-6 | —             |                        |
| 16 | 11 kwietnia 2025     | ISBN 978-4-06-538800-6 | —             |                        |

## Anime
Adaptacja anime została zapowiedziana 30 listopada 2023. Seria została wyprodukowana przez studio Signal.MD i wyreżyserowana przez Kenichiro Komayę. Za scenariusz odpowiadała Yuka Yamada, postacie zaprojektowała Kyoko Taketani, a muzykę skomponowała Natsumi Tabuchi. Serial był emitowany od 10 października do 26 grudnia 2024 w stacjach Tokyo MX i BS Asahi. Motywem otwierającym jest „nina” w wykonaniu Maayi Sakamoto, natomiast końcowym „Hoshi no dengon” autorstwa Nao Tōyamy. Prawa do streamingu anime nabył Crunchyroll.

### Lista odcinków
| №  | Tytuł                                                       | Premiera             |
| -- | ----------------------------------------------------------- | -------------------- |
| 1  | The Origin of Sin Tsumi no hajimari (罪のはじまり)          | 10 października 2024 |
| 2  | The Lost Name Usinawareta namae (失われた名前)              | 17 października 2024 |
| 3  | The Night of Dreams Yume saku yoru (夢咲く夜)               | 24 października 2024 |
| 4  | The Day of Departure Shuttatsu no hi (出立の日)             | 31 października 2024 |
| 5  | Crimson Eyes Shinku no hitomi (深紅の瞳)                    | 7 listopada 2024     |
| 6  | The First Princess Hajimete no hime (はじめての姫)          | 14 listopada 2024    |
| 7  | The Great Nation’s Dream Taikoku no yume (大国の夢)         | 21 listopada 2024    |
| 8  | Memories of Blood Chi no kioku (血の記憶)                   | 28 listopada 2024    |
| 9  | The Window of Love Kesō no mado (懸想の窓)                  | 5 grudnia 2024       |
| 10 | Mouth of Money, Heart of Gall Kōmitsu fukuken (口蜜腹剣)    | 12 grudnia 2024      |
| 11 | The Love that Cannot Be Aite awazaru koi (逢ひて逢わざる恋) | 19 grudnia 2024      |
| 12 | The Fate of the Stars Hoshi no yukue (星のゆくえ)           | 26 grudnia 2024      |

## Odbiór
W 2022 roku seria zdobyła 46. nagrodę Kōdansha Manga w kategorii shōjo. Yuka Shiraishi z Real Sound wymieniła serię jako szóstą najlepszą mangę 2021 roku.